# Zonitoschema kimi
Zonitoschema kimi es una especie de coleóptero de la familia Meloidae.

## Distribución geográfica
Habita en Corea.